# Sundarapandiapuram
Sundarapandiapuram è una suddivisione dell'India, classificata come town panchayat, di 7.705 abitanti, situata nel distretto di Tirunelveli, nello stato federato del Tamil Nadu. In base al numero di abitanti la città rientra nella classe V (da 5.000 a 9.999 persone).

## Geografia fisica
La città è situata a 08° 58' 06 N e 77° 22' 53 E.

## Società

### Evoluzione demografica
Al censimento del 2001 la popolazione di Sundarapandiapuram assommava a 7.705 persone, delle quali 3.843 maschi e 3.862 femmine. I bambini di età inferiore o uguale ai sei anni assommavano a 859, dei quali 487 maschi e 372 femmine. Infine, coloro che erano in grado di saper almeno leggere e scrivere erano 5.019, dei quali 2.858 maschi e 2.161 femmine.